# 鈴鹿海軍工廠

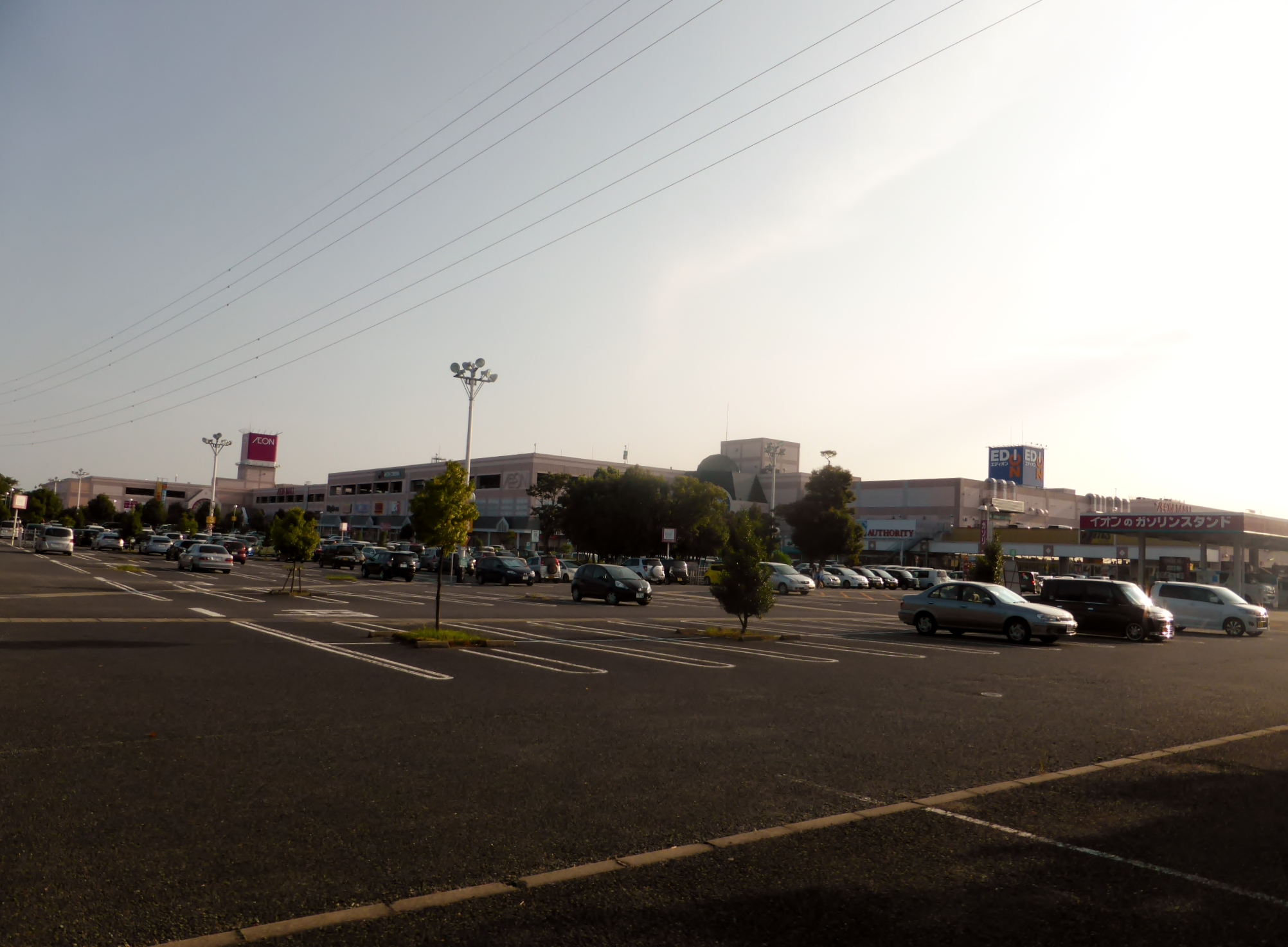
共進一丁目交差点（鈴鹿海軍工廠正門跡）の南西に位置するイオンモール鈴鹿

鈴鹿海軍工廠（すずかかいぐんこうしょう）は、三重県河芸郡・鈴鹿郡の町村に建設された海軍工廠。工廠の建設に合わせて、海軍主導で河芸郡2町7村・鈴鹿郡5村が合併して鈴鹿市が発足した。太平洋戦争の終戦後工廠は解散となり、農地や工場用地に転用された。

## 概要
1938年（昭和13年）に河芸郡白子町に鈴鹿海軍航空隊・基地を設置。これを皮切りに、近隣の河芸郡飯野村・鈴鹿郡国府村・庄野村・牧田村一帯が軍用地に選定され、国による土地買収が行われた。
鈴鹿海軍航空隊・基地および鈴鹿海軍工廠の一体運営を図ることを目的に、海軍主導で町村合併が推進され、1942年（昭和17年）12月1日に河芸郡白子町・神戸町・飯野村・河曲村・一ノ宮村・箕田村・若松村・玉垣村・稲生村・鈴鹿郡国府村・庄野村・牧田村・石薬師村・高津瀬村が合併して、鈴鹿市が発足した。
1943年（昭和18年）6月1日に鈴鹿海軍工廠が正式に発足。航空隊・基地が市東部に位置するのに対して、工廠は市西部に位置していた。
戦後、広大な軍用地は、原則として元の地権者に返還し、農地や工場用地として転用が図られた。現在の旭化成鈴鹿製造所、イオンモール鈴鹿（カネボウ鈴鹿工場跡）、本田技研工業鈴鹿製作所や鈴鹿サーキットなどは、鈴鹿海軍工廠跡地に立地している。

## 歴代工廠長
- 斎尾慶勝 技術中将：1943年6月1日 - 1945年8月10日
- 久保哲 技術中将：1945年8月10日 - 1945年11月1日